# Bradyrhizobium
Bradyrhizobium és un gènere de bacteris del sòl, Gramnegatives, moltes de les quals fixen nitrogen de l'aire.